# Sahuarita
Sahuarita est une ville américaine du comté de Pima, en Arizona. La ville a été fondée en 1911 et incorporée avec le statut de town en septembre 1994. La municipalité s'étend sur 31,04 milles carrés (80,39 km2).
Située sur l'Interstate 19 qui relie Tucson au Mexique, la ville a connu un développement rapide. Elle comptait seulement 1 629 habitants en 1990, 3 242 en 2000, 18 035 en 2006 et 25 259 en 2010. Selon les estimations du Bureau du recensement des États-Unis de 2015, Sahuarita compte désormais 25 707 habitants, dont un tiers d'hispaniques.
La ville est jumelée avec Magdalena de Kino au Mexique.

## Démographie
| 1990  | 2000  | 2010   | - | - | - |
| ----- | ----- | ------ | - | - | - |
| 1 629 | 3 242 | 25 259 | - | - | - |